# Гласс, Бернхард
Бернхард Гласс (нем. Bernhard Glass, 6 ноября 1957, Штапельбург, Саксония-Анхальт) — восточногерманский саночник, выступавший за сборную ГДР с 1977 года по 1984. Чемпион зимних Олимпийских игр в Лейк-Плэсиде, обладатель бронзовой медали чемпионата Европы, многократный призёр национального первенства.

## Биография
Бернхард Гласс родился 6 ноября 1957 года в коммуне Штапельбург, федеральная земля Саксония-Анхальт. Активно заниматься санным спортом начал в середине 1970-х годов, в 1977 году прошёл отбор в национальную сборную и стал принимать участие в крупнейших международных стартах, показывая довольно неплохие результаты. Так, на дебютном чемпионате мира сразу занял пятое место, тогда как не европейском первенстве 1979 года в Оберхофе выиграл бронзовую медаль мужской одиночной программы. Благодаря череде удачных выступлений удостоился права защищать честь страны на зимних Олимпийских играх 1980 года в Лейк-Плэсиде и сенсационно завоевал золото. Победа была неожиданной, поскольку спортсмен с трудом прошёл квалификацию и повредил пальцы рук во время тренировки аккурат перед финальными заездами, а фаворитами считались его соотечественники Ханс Ринн и Детлеф Гюнтер.
Тем не менее, несмотря на триумфальную Олимпиаду, дальнейшая спортивная карьера Гласса складывалась уже не так удачно. На чемпионате мира 1981 года в шведском Хаммарстранде он был только пятым, два года спустя на мировом первенстве в американском Лейк-Плэсиде вообще скатился до седьмой позиции. Чтобы пробиться на Олимпийские игры 1984 года в Сараево, ему необходимо было попасть в число призёров на чемпионате Европы в итальянской Вальдаоре, однако в итоге он сумел добраться только до четвёртого места и вынужден был пропустить Олимпиаду. В то время его уже давно мучили проблемы со спиной, поэтому вскоре Гласс решил уйти из санного спорта, уступив место молодым немецким саночникам. Позже в интервью он отмечал, что с таким большим весом в 104 кг было трудно бороться за медали на современных трассах, потому что от этого значительно ухудшаются аэродинамические показатели саней.
С 1995 года Бернхард Гласс работал тренером по санному спорту в своём родном Оберхофе, где воспитал многих известных в будущем спортсменов, например, многократных чемпионов Зильке Краусхар, Татьяну Хюфнер, Давида Мёллера. В сезоне перешёл в национальную команду Канады, где стал помощником главного тренера Вольфганга Штаудингера. Женат, имеет двоих детей.